# Ford Model C (USA)
La Ford Model C è una delle prime autovetture prodotte dalla Ford all'inizio del Novecento.

## Profilo
Venne introdotta nel 1904 ed era una versione con una estetica più moderna della precedente Ford Model A. In questa vettura l'interasse era stato allungato di 15 cm e montava un motore di poco più potente. Quest'ultimo era un bicilindrico a cilindri contrapposti che erogava 10 CV.
La produzione della Model C e della Model A avvenne in contemporanea. La Model A poteva essere, a richiesta, dotata del motore della Model C dando così origine ad un modello che veniva denominato Model AC.
La Model C veniva venduta a 850 dollari USA. Era possibile anche acquistare una versione a 4 posti che costava 100 dollari in più. A richiesta era disponibile una copertura in gomma (30 dollari) o in pelle (50 dollari).
La produzione terminò nel 1905 dopo che ne erano stati prodotti 800 esemplari.